# Bezpečné cesty do školy
Bezpečné cesty do školy je program realizovaný organizací Pěšky městem v součinnosti s Magistrátem hlavního města Prahy zaměřený na zvyšování bezpečnosti (především v souvislosti s dopravou) v širším okolí vybraných základních škol.  
Do programu se mohou hlásit pražské školy, které se chtějí zvýšit bezpečnost ve svém okolí, podporovat udržitelnou dopravu a připravit školní plán mobility. Základem školních projektů je dopravní analýza, dotazníkový průzkum, mapování cest dětí do školy, vytipování nebezpečných míst a dopravní průzkum. Ve spolupráci s odborníky vznikne dopravní studie s konkrétními návrhy na opatření zklidňující dopravu. Školní plány mobility pak školám pomáhají o bezpečné a pohodlné cesty dětí pečovat i do budoucna.  
Cíle programu jsou následující: 
- vytvářet bezpečnější cesty
- zklidňovat dopravu
- vysvětlovat dětem, proč je dobré chodit do školy pěšky
- podporovat děti v samostatnosti na cestách do školy
- pomáhat školám ve svém okolí vytvářet pro děti zdravé prostředí[1]

Programem k roku 2020 prošlo několik desítek pražských škol a došlo ke stavebním úpravám více než 100 míst v jejich okolí ve prospěch větší bezpečnosti dětí i ostatních chodců.
Organizace (tehdy ještě pod názvem Pražské matky) za program obdržela dvě významná evropská ocenění Excellence in Road Safety (2009) a European Road Safety Awards (2010).